# Larry Kenon
Larry Joe Kenon, conosciuto successivamente come Muhsin Kenon (Birmingham, 13 dicembre 1952), è un ex cestista statunitense, professionista nella ABA e nella NBA.

## Carriera
Venne selezionato dai Detroit Pistons al terzo giro del Draft NBA 1973 (50ª scelta assoluta).
Il 26 dicembre 1976, contro i Kansas City Kings, fa segnare il record assoluto NBA per palle rubate in una singola partita, con 11, poi pareggiato nel 1999 da Kendall Gill.

## Statistiche
| † | Denota una stagione in cui ha vinto il titolo ABA |
| * | Primo nella lega                                  |

### ABA-NBA

#### Regular season
| Anno            | Squadra                 | PG  | PT | MP   | TC%  | 3P%  | TL%  | RP   | AP  | PRP | SP  | PP   |
| --------------- | ----------------------- | --- | -- | ---- | ---- | ---- | ---- | ---- | --- | --- | --- | ---- |
| 1973-1974†      | N.Y. Nets (ABA)         | 84  |    | 34,6 | 46,2 | 0,0  | 70,3 | 11,5 | 1,3 | 0,9 | 0,2 | 15,9 |
| 1974-1975       | N.Y. Nets               | 84* |    | 37,7 | 50,9 | 50,0 | 77,0 | 10,7 | 1,5 | 1,3 | 0,4 | 18,7 |
| 1975-1976       | San Antonio Spurs (ABA) | 81  |    | 36,0 | 48,1 | 0,0  | 78,1 | 11,1 | 1,9 | 1,1 | 0,5 | 18,7 |
| 1976-1977       | San Antonio Spurs (NBA) | 78  |    | 37,6 | 49,2 |      | 82,3 | 11,3 | 2,9 | 2,1 | 0,8 | 21,9 |
| 1977-1978       | San Antonio Spurs       | 81  |    | 35,4 | 48,9 |      | 85,4 | 9,5  | 3,3 | 1,4 | 0,3 | 20,6 |
| 1978-1979       | San Antonio Spurs       | 81  |    | 36,4 | 50,4 |      | 84,5 | 9,8  | 4,1 | 1,9 | 0,2 | 22,1 |
| 1979-1980       | San Antonio Spurs       | 78  |    | 35,9 | 48,5 | 11,1 | 78,3 | 9,9  | 3,0 | 1,4 | 0,2 | 20,1 |
| 1980-1981       | Chicago Bulls           | 77  |    | 28,1 | 48,0 |      | 73,5 | 5,2  | 1,6 | 1,0 | 0,2 | 14,1 |
| 1981-1982       | Chicago Bulls           | 60  | 30 | 17,3 | 46,6 | 0,0  | 56,8 | 3,0  | 1,1 | 0,5 | 0,1 | 7,2  |
| 1982-1983       | Chicago Bulls           | 5   | 0  | 5,0  | 33,3 |      |      | 0,8  | 0,0 | 0,2 | 0,0 | 0,8  |
| 1982-1983       | G.S. Warriors           | 11  | 0  | 11,0 | 43,6 |      | 63,6 | 2,4  | 0,5 | 0,1 | 0,0 | 3,7  |
| 1982-1983       | Cleveland Cavaliers     | 32  | 7  | 19,5 | 47,2 | 0,0  | 76,1 | 3,7  | 1,1 | 0,7 | 0,3 | 7,3  |
| Carriera ABA    | Carriera ABA            | 249 |    | 36,1 | 48,5 | 25,0 | 75,5 | 11,1 | 1,5 | 1,1 | 0,4 | 17,7 |
| Carriera NBA    | Carriera NBA            | 503 | 37 | 30,8 | 48,9 |      | 79,8 | 7,8  | 2,6 | 1,3 | 0,3 | 17,0 |
| Carriera Totale | Carriera Totale         | 752 | 37 | 32,6 | 48,7 |      | 78,4 | 8,9  | 2,2 | 1,3 | 0,3 | 17,2 |

#### Massimi in carriera
Regular season
- Massimo di punti in ABA: 42 vs Spirits of Saint Louis (21 dicembre 1975)
- Massimo di punti in NBA: 51 vs Detroit Pistons (30 marzo 1980)
- Massimo di rimbalzi in ABA: 22 (2 volte)
- Massimo di rimbalzi in NBA: 21 (2 volte)
- Massimo di assist in ABA: 8 vs Memphis Sounds (14 novembre 1974)
- Massimo di assist in NBA: 11 vs San Diego Clippers (8 novembre 1978)
- Massimo di palle rubate in ABA: 5 vs New York Nets (29 ottobre 1975)*
- Massimo di palle rubate in NBA: 11 vs Kansas City Kings (26 dicembre 1976)*
- Massimo di stoppate in ABA: 2 vs San Diego Sails (8 novembre 1975)*
- Massimo di stoppate in NBA: 3 (2 volte)*

(* tenendo conto dei dati ABA e NBA al momento disponibili)

#### Play-off
| Anno            | Squadra                 | PG | PT | MP   | TC%  | 3P%  | TL%   | RP   | AP  | PRP | SP  | PP   |
| --------------- | ----------------------- | -- | -- | ---- | ---- | ---- | ----- | ---- | --- | --- | --- | ---- |
| 1974†           | N.Y. Nets (ABA)         | 14 |    | 33,6 | 49,5 |      | 61,3  | 11,6 | 1,8 | 1,1 | 0,1 | 15,8 |
| 1975            | N.Y. Nets               | 5  |    | 39,8 | 53,4 |      | 76,5  | 12,8 | 1,0 | 2,0 | 0,0 | 21,4 |
| 1976            | San Antonio Spurs (ABA) | 7  |    | 39,6 | 46,6 | 33,3 | 90,0  | 11,4 | 2,3 | 0,7 | 0,6 | 21,4 |
| 1977            | San Antonio Spurs (NBA) | 2  |    | 39,5 | 48,5 |      | 100,0 | 7,5  | 3,0 | 2,5 | 0,5 | 17,0 |
| 1978            | San Antonio Spurs       | 6  |    | 33,3 | 44,7 |      | 73,7  | 9,2  | 3,7 | 0,8 | 0,3 | 17,7 |
| 1979            | San Antonio Spurs       | 14 |    | 39,8 | 43,8 |      | 73,6  | 11,4 | 3,0 | 1,4 | 0,1 | 21,1 |
| 1980            | San Antonio Spurs       | 3  |    | 27,0 | 29,4 |      | 54,5  | 4,3  | 1,3 | 0,0 | 0,0 | 8,7  |
| 1981            | Chicago Bulls           | 6  |    | 19,0 | 39,1 | 0,0  | 50,0  | 4,5  | 1,3 | 0,7 | 0,2 | 6,7  |
| Carriera ABA    | Carriera ABA            | 26 |    | 36,4 | 49,4 | 33,3 | 75,6  | 11,8 | 1,8 | 1,2 | 0,2 | 18,4 |
| Carriera NBA    | Carriera NBA            | 31 |    | 33,3 | 42,9 |      | 69,9  | 8,7  | 2,6 | 1,1 | 0,2 | 16,2 |
| Carriera Totale | Carriera Totale         | 57 |    | 34,7 | 45,9 |      | 72,5  | 10,1 | 2,2 | 1,1 | 0,2 | 17,2 |

#### Massimi in carriera
Play-off
- Massimo di punti in ABA: 30 vs New York Nets (11 aprile 1976)
- Massimo di punti in NBA: 37 vs Washington Bullets (21 aprile 1978)
- Massimo di rimbalzi in ABA: 20 vs Utah Stars (30 aprile 1974)
- Massimo di rimbalzi in NBA: 21 vs Washington Bullets (4 maggio 1979)
- Massimo di assist in ABA: 5 (2 volte)
- Massimo di assist in NBA: 6 (2 volte)
- Massimo di palle rubate in ABA: 3 (2 volte)*
- Massimo di palle rubate in NBA: 4 vs Washington Bullets (6 maggio 1979)
- Massimo di stoppate in ABA: 2 vs New York Nets (11 aprile 1976)*
- Massimo di stoppate in NBA: 1 (5 volte)*

(* tenendo conto dei dati ABA e NBA al momento disponibili)

## Palmarès
- Campionato ABA: 1

New York Nets: 1974
- ABA All-Rookie Team (1974)
- ABA All-Star Game: 3

1974, 1975, 1976
- NBA All-Star Game: 2

1978, 1979
- Detentore del record di palle rubate in una singola partita NBA (11 palle rubate) (record condiviso con Kendall Gill)
- Sessantesimo miglior marcatore di sempre ABA
- Ventesimo miglior giocatore per palle rubate di sempre ABA
- Trentottesimo migliore rimbalzista di sempre ABA
- Trentottesimo per numero di stoppate di sempre ABA